# Ming-Chuan-Universität

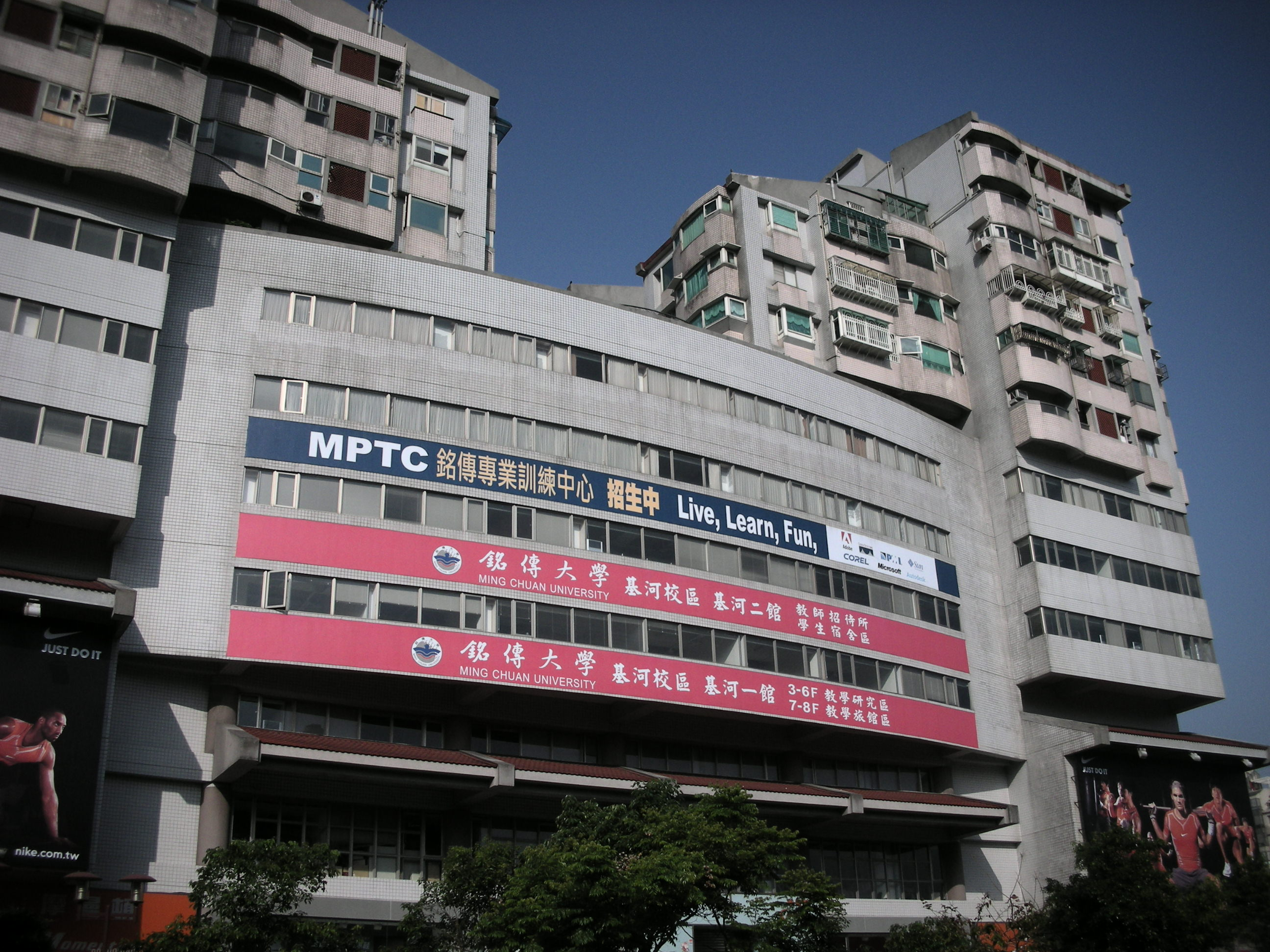
Außenansicht der Ming-Chuan-Universität (Campus Taipeh)

Ming Chuan University (MCU) (chinesisch 銘傳大學) ist eine private Universität im Stadtbezirk Shilin von Taipeh (Republik China (Taiwan)). Im Jahr 2012/2013 belegte die Universität in dem QS Top 400 Asia Universities Ranking den Rang 301+, außerdem belegte sie im Jahr 2017 den Rang 801+ im Ranking des Times-Higher-Education-Magazins.

## Geschichte
In den wirtschaftlichen Aufbaujahren nach dem Krieg bestand ein hoher Bedarf an Wirtschaftsfachkräften in Taiwan. Im Herbst 1956 begann die spätere Gründerin Pao Teh-Ming (包德明) mit den Vorbereitungen zur Gründung einer Wirtschaftshochschule. Ihr Ehemann Lee Ying-Chao wirkte an der Gründung mit. Ziel der Einrichtung war es, speziell Frauen den Einstieg in eine höhere Bildung auf dem Feld der Wirtschaft zu ermöglichen. Am 25. März 1957 erhielt die Einrichtung als Ming-Chuan-Wirtschaftsfachschule für Frauen (銘傳女子商業專科學校) die offizielle Anerkennung vom Ministerium für Bildung und Erziehung. Der ursprüngliche Plan sah eine Gründung in Danshui vor. Nachdem die Gründerin Pao jedoch die Leitung einer Waisenanstalt im späteren Bezirk Shilin von Taipeh, die nach dem früheren Qing-Gouverneur von Taiwan Liu Ming-chuan (劉銘傳) benannt war, übernommen hatte, wurde die neue Wirtschafts-Ausbildungseinrichtung an diesen Ort transferiert und erhielt den Namen des früheren Gouverneurs. In den ersten fünf Jahren nach der Gründung musste die Ming-Chuan-Wirtschaftsschule zweimal umziehen, bevor sie 1962 ihren endgültigen Sitz am heutigen Ort nahm. Anfangs hatte die Einrichtung auch mit Finanzierungsschwierigkeiten zu kämpfen. Die zuerst angebotenen, auf drei Jahre bemessenen Lehrgänge und Unterrichtseinheiten umfassten die Fächer Bank- und Versicherungswesen, Buchhaltung und Statistik, sowie Betriebswirtschaftslehre und internationales Handelswesen. Nach und nach expandierte die Einrichtung, zählte immer mehr Absolventen und nahm neue Fächer (z. B. Wirtschaftsmathematik etc.) in das Curriculum auf. Am 16. Juli 1990 erhielt die Einrichtung die offizielle Anerkennung als „höhere Bildungseinrichtung“ (senior college, 銘傳管理學院) durch das Erziehungsministerium.
1993 eröffnete die Hochschule einen zweiten Campus in Taoyuan im Stadtbezirk Guishan. Das zugehörige Gelände war vorausschauend schon im Jahr 1967 erworben worden. 1995 wurde ein dritter Campus in der Gemeinde Jinsha auf Kinmen eröffnet. 1997 erlangte die Ming-Chuan-Wirtschaftshochschule offiziell die Anerkennung als Universität durch das Erziehungsministerium. Ab 2004 wurden auch spezielle Master-Programme für die Bewohner der Matsu-Inseln angeboten.
Am 18. November 2010 wurde die Universität durch die US-amerikanische Middle States Commission on Higher Education (MSCHE) mit Sitz in Philadelphia (Pennsylvania, USA), akkreditiert. Nach universitätseigenen Angaben war sie damit die erste US-akkreditierte Hochschule in Asien. Im Jahr 2016 erfolgte eine Re-Akkreditierung durch die MSCHE für die Dauer von 10 Jahren.